# فرنسيس غيليت
فرنسيس غيليت هو سياسي أمريكي، ولد في 14 ديسمبر 1807 في Bloomfield, Connecticut ‏ في الولايات المتحدة، وتوفي في 30 سبتمبر 1879 في هارتفورد في الولايات المتحدة. نشط حزبياً في حزب الأرض الحرة والحزب الجمهوري. وقد انتخب عضو مجلس الشيوخ الأمريكي ‏ عن دائرة Connecticut Class 3 senate seat ‏ وقد انضم خلال فترته النيابية ‏ (24 مايو 1854 – 3 مارس 1855) للكتلة البرلمانية حزب الأرض الحرة وانتخب عضو مجلس نواب كونيتيكت ‏ وانتخب عضو مجلس الشيوخ الأمريكي ‏.